# قرار مجلس الأمن التابع للأمم المتحدة رقم 1476
قرار مجلس الأمن التابع للأمم المتحدة رقم 1476، المتخذ بالإجماع في 24 نيسان / أبريل 2003، بعد الإشارة إلى جميع القرارات السابقة بشأن العراق، بما في ذلك القرارات 661 (1991) و986 (1995) و1409 (2002) و1454 (2002) و1472 (2003) بشأن تقديم المساعدات الإنسانية للشعب العراقي، ومدد المجلس برنامج النفط مقابل الغذاء حتى 3 يونيو 2003.
صدر التمديد بموجب الفصل السابع من ميثاق الأمم المتحدة، وخضع لمزيد من التجديدات من قبل المجلس. وقد منح القرار السابق بشأن هذا الموضوع الأمين العام للأمم المتحدة المزيد من الصلاحيات لإدارة البرنامج. وبحلول وقت اعتماد القرار 1476، بلغت قيمة البنود ذات الأولوية التي يمكن شحنها إلى العراق 548.6 مليون دولار أمريكي.

## روابط خارجية
- نص القرار في undocs.org